# 아비아시온 에스파뇰라역
아비아시온 에스파뇰라 역(스페인어: Aviación Española)은 마드리드 지하철 10호선의 역이다. 마드리드 라티나 구 엑스트레마두라 거리에 위치해 있다. 요금구역상으로는 A구역에 속한다.

## 역사
2006년 12월 22일 기존의 운행구간 사이에 신설되는 역으로 문을 열었다. 이 때문에 2006년 여름 막바지 공사를 위해 해당 구간의 운행을 잠시 중단하기도 하였다.
2014년 6월 28일부터는 10호선에서 콜로니아 하르딘 역에서부터 푸에르타 델 수르 역까지의 전 구간이 선로 시설개선 공사에 들어가면서 잠시 시종착역 역할을 맡게 되었다. 공사에는 총 1250억 유로의 예산이 투입되었으며, 공사가 끝나면 기존 표정속도인 시속 30km에서 시속 70km까지 늘어날 것으로 예상되었다. 이후 2014년 9월 1일에 공사가 마무리되어 운행을 재개했다.

## 환승 정보
역 주변에 시내버스 정류장이 세 곳 있다.
버스
- 시내버스
  - 17, 39번 노선 (주간)
  - N19번 노선 (야간)

지하철
| 마드리드 지하철                        | 마드리드 지하철        | 마드리드 지하철                  |
| -------------------------------------- | ---------------------- | -------------------------------- |
| 콜로니아 하르딘 오스피탈 인판타 소피아 | 마드리드 지하철 10호선 | 콰트로 비엔토스 푸에르타 델 수르 |